# Абовські пагорби
Абовські пагорби (Abovská pahorkatina) — геоморфологічна підодиниця Бодвянських пагорбів.. Місце розташування — округ Кошиці-околиця.
Протікають річка Конотопа і Нововеський потік.